# Pintópolis
Pintópolis é um município brasileiro do estado de Minas Gerais, região Sudeste. Sua população recenseada em 2022 foi de 7 084 habitantes.
Fica a 45 km de São Francisco e a 78 km de Urucuia, que são os municípios mais próximos de Pintópolis. Sua renda se concentra principalmente na extração de carvão vegetal, agricultura e pecuária de gado de leite e corte. O ponto central da cidade está a 480 metros acima do nível do mar.

## História
O município de Pintópolis foi criado pela lei estadual nº 12.030, de 21 de dezembro de 1995, desmembrando-se de Urucuia. Seu nome é em homenagem ao fundador  da cidade, Germano Pinto. A lei nº 129, de 4 de abril de 2002, cria Vila Acari, seu único distrito.
Germano Pinto foi dono de um extenso pedaço de cerrado. Em agosto de 1964 quando ele, um pecuarista de 40 anos de idade, decidiu transformar a Fazenda Riacho Fundo na única cidade planejada do interior de Minas.
Assim, o curral e o pasto deram lugar a praças, igreja, escolas e a um comércio. A história de Pintópolis – cujo nome curioso é homenagem ao sobrenome de família – acontece quase 70 anos depois da inauguração de Belo Horizonte, até então o único município planejado no estado de Minas, construído pela comissão chefiada pelo engenheiro e urbanista Aarão Reis (1853-1936), e inaugurado em dezembro de 1897, sucedendo Ouro Preto como capital de Minas Gerais.
Germano desenhou em um papel, uma linha reta. Era o esboço do que seria a avenida principal, batizada com o nome do fundador. Hoje, a frota do município é de 1.186 veículos. Naquele mesmo papel, ele desenhou um quadrado. Era o lugar da capela em homenagem a Nossa Senhora da Abadia. Ele também pensou em uma praça com palmeiras.
Para iniciar o povoamento, Germano doou lotes. À medida que a população aumentava, o fundador fatiava a fazenda. Por conta disso, surgiram mais vias, quarteirões, e o comércio cresceu. Para garantir a educação dos filhos de quem chegava, foi preciso contratar professoras.
Germano precisava garantir a segurança pública. Foi assim que ele, fazendeiro, fundador, espécie de prefeito, virou delegado – naquela época, cargo que não exigia concurso público ou graduação em direito. A cadeia improvisada funcionava no lote de sua própria casa. Depois, também foi o juiz de paz. E por duas vezes foi eleito vereador. Hoje, o prefeito é Ley Lopes dos Santos, um de seus netos.